# Uli Wiesmeier
Uli Wiesmeier (* 26. Januar 1959) ist ein deutscher Fotograf, der lange Zeit im Blauen Land am Oberbayerischen Alpenrand zuhause war. Seit 2017 lebt er am Gruberhof auf 1370 m in der Südtiroler Gemeinde Lüsen.  
Während einer vierjährigen Auszeit war er als Profi im Gleitschirmfliegen aktiv. 
Er flog 1989 als Erster mit einem Gleitschirm über 100 km (Bitterwasser, Namibia) und errang zahlreiche nationale und internationale Titel, u. a. Pre-Worldcup Gesamtsieg 1991, Paragliding World Cup Gesamtsieg 1992, Deutscher Meister im Streckenflug 1990, 2011 und 2013.
Seit 1993 widmet er sich wieder der Fotografie. Er spezialisiert sich seit längerem auf alpine Themen. Seine Bilder werden weltweit publiziert.

## Bücher
- Rocks around the world, 1989
- Wing Over, 1993
- BERG heil, 2007, Interpretation alpiner Klischees, ISBN 978-3-939499-10-7.
- BERG... : Die Alpen in 16 Begriffen, Knesebeck Verlag, München 2017, ISBN 978-3-95728-039-8.

## Filme
- Escape, (5 internationale Festival Awards), 1994
- The Race, (6 internationale Festival Awards), 2004